# Two Falls
Two Falls (Nishu Takuatshina) est un jeu vidéo narratif développé par le studio québécois Unreliable Narrators. Il s'agit d'une expérience narrative immersive qui plonge les joueurs dans une reconstitution historique du XVIIe siècle, mettant en lumière les premières rencontres entre les colons français et les peuples autochtones. Sorti le 8 novembre 2024 sur PC via Steam et Epic Games Store, le jeu est également prévu pour une sortie sur PlayStation 5 et Xbox Series X/S en 2025.

## Synopsis
L’histoire de Two Falls (Nishu Takuatshina) se déroule au XVIIe siècle, le long du fleuve Saint-Laurent, en Nouvelle-France. Le jeu propose une narration à double perspective en mettant en scène deux protagonistes aux parcours distincts :
- Jeanne, une jeune Fille du Roy envoyée en Nouvelle-France pour commencer une nouvelle vie, dont le navire s’échoue sur les rives d’une terre inconnue. Elle se retrouve confrontée à un environnement sauvage et à des coutumes qui lui sont étrangères.
- Maïkan, un jeune chasseur innu profondément lié à sa terre, qui enquête sur un mystérieux bouleversement dans sa forêt natale. Il ressent la présence d’une menace qui perturbe l’équilibre de la nature et menace son peuple.

Le jeu explore la complexité des rencontres interculturelles, la méfiance réciproque et la nécessité de comprendre l’autre pour survivre. En alternant entre ces deux points de vue, Two Falls permet aux joueurs d’expérimenter les événements sous des angles opposés, renforçant ainsi l'immersion et l’impact émotionnel du récit.

## Développement
Le projet est le fruit d’une collaboration entre le studio Unreliable Narrators et des créateurs autochtones, incluant des écrivains, des musiciens et des artistes 3D. Cette approche vise à offrir une représentation authentique et respectueuse des cultures autochtones, en évitant les stéréotypes souvent véhiculés dans l’industrie du jeu vidéo.
Le développement du jeu a été soutenu par diverses institutions canadiennes, notamment le Conseil des arts du Canada et la Société de développement des entreprises culturelles (SODEC), qui ont permis au projet de voir le jour avec des moyens conséquents.
L’équipe a mis un point d’honneur à reproduire fidèlement la faune, la flore et l’environnement sonore du Québec du XVIIᵉ siècle, grâce à des recherches approfondies et la participation d’experts en histoire autochtone. La musique du jeu, composée en collaboration avec des musiciens issus des Premières Nations, intègre des chants traditionnels et des instruments ancestraux pour une immersion plus profonde.

## Gameplay
Two Falls repose sur un gameplay narratif à la première personne, où les joueurs explorent leur environnement et prennent des décisions influençant le déroulement de l’histoire. L’accent est mis sur :
- L’exploration : les joueurs découvrent des paysages vastes et détaillés inspirés de la Nouvelle-France.
- Les choix narratifs : les interactions avec les personnages influencent les événements et façonnent la perception des deux protagonistes sur leur monde respectif.
- La perception différente de la réalité : selon qu’on joue Jeanne ou Maïkan, les mêmes lieux et événements peuvent être perçus différemment, soulignant ainsi les différences culturelles et spirituelles entre les colons et les peuples autochtones.

## Réception
À sa sortie, Two Falls a été salué pour sa narration immersive et sa représentation nuancée des relations entre colons et Autochtones. Plusieurs critiques ont loué la richesse de l’écriture et l’originalité de la dualité des points de vue, offrant une expérience à la fois ludique et éducative.
Toutefois, certains joueurs ont relevé quelques défauts techniques, notamment des animations perfectibles et des temps de chargement parfois longs. Malgré ces critiques mineures, le jeu a été globalement bien accueilli et s’est imposé comme une œuvre marquante du paysage vidéoludique québécois.

## Distinctions et impact culturel
Depuis sa sortie, Two Falls a reçu plusieurs nominations dans des festivals de jeux indépendants et a été reconnu pour son apport à la diversité culturelle dans l’industrie vidéoludique. Il est souvent cité comme un exemple de jeu vidéo engagé, cherchant à sensibiliser les joueurs aux réalités historiques et culturelles des Premières Nations[réf. nécessaire].